# K/S
K/S ist ein Thema der Slash-Fiction. Es behandelt die Beziehung zwischen Captain Kirk und Mr. Spock aus der Fernsehserie Raumschiff Enterprise. K/S wird meist in Form von Geschichten beschrieben, kann aber auch Thema von Bildern und seit einigen Jahren auch von Videos sein. Die meisten der Fan-Fiction-Geschichten sind homoerotisch aufgeladen und enthalten oft detailliert sexuelle Beschreibungen. Seltenere Bezeichnungen sind Kirk/Spock oder Spirk. Im deutschsprachigen Raum war K/S in der Trekkie-Szene immer eher eine Randerscheinung. Wie alle Slash-Fiction wird diese überwiegend von heterosexuellen Frauen geschrieben.

## Name
K/S war die erste weit verbreitete Fanfiction-Adaption des homoerotischen Themas. Dieses wurde später in zahlreichen anderen Paarungen aufgenommen und gab durch den Querstrich (englisch: Slash) dem Topos seinen Namen. Spätere Szenen benutzten die Nomenklatur, um ihre eigenen Themen zu benennen, etwa H/W für Holmes/Watson-Geschichten. In Zeiten, in denen Fan-Fiction noch primär durch Fanzines verteilt wurde, waren diese in Fanzine-Listen oft mit einem oder mehreren Buchstaben gekennzeichnet. Beispielsweise ST für konventionelle Star-Trek-Fanzines, BG für Battlestar Galactica oder eben später K/S für Fanzines, die sich auf Kirk/Spock-Geschichten spezialisierten.
K/S war somit die erste beschriebene Beziehung, ist am weitesten verbreitet und hält sich auch seit 30 Jahren ununterbrochen. Insbesondere die Forschung hat K/S aufgegriffen, um Slash-Fiction generell zu betrachten. Das Oxford Dictionary of Science Fiction verzeichnet die erste Erwähnung von Kirk/Spock für das Jahr 1977, die erste Erwähnung von K/S für das Jahr 1978, führt den Begriff aber unter K/S.

## Geschichte
Die ersten K/S-Geschichten entstanden in den 1970er-Jahren. Die erste belegte Slash-Fiction-Geschichte überhaupt "A Fragment of Time" von Diane Marchant, die 1974 im Grup III-Fanzine erschien, während andere Autoren den Beginn der Szene auf das Jahr 1968, das Jahr der ersten Star-Trek-Ausstrahlung m Vereinigten Königreich, ansetzen. Die Geschichten wurden damals noch unter der Hand weitergegeben. Selbst innerhalb des Trekdoms waren die Schreiber und Leser von K/S-Geschichten Außenseiter, die oft lächerlich gemacht oder beleidigt wurden. Meist kontaktierten sie sich per Post, durch Fanzines oder trafen sich am Rande von Star-Trek-Conventions. Sie fürchteten lächerlich gemacht, oder gar verklagt, zu werden. Zumindest im Vereinigten Königreich, wo seit den 1970ern eine Szene entstand, verstießen die Geschichten gegen Gesetze zum Schutz guter Sitten. Wollte man in dieser Zeit eines der Fanzines bestellen, so musste man meist eine geschriebene Erklärung beilegen, dass man älter als 18 ist.
Das Aufkommen des Internets veränderte die Lage der Szene maßgeblich. Dieser war es nun möglich, sich über weitere Gebiete zu vernetzen und die engen Bande der Star-Trek-Conventions und Fanzine-Szene zu verlassen. Mittlerweile ist es eine lebendige Szene, die offen und weltweit vernetzt ist. Das Genre hat auch den Bildschirmtod von James Kirk 1994 unbeschadet überlebt. Seit der Jahrtausendwende beginnt K/S die gesamte Fan-Fiction im Star-Trek-Universum zu dominieren, eine Entwicklung, die bei den Autoren anderer Geschichten teilweise heftige Gegenreaktionen auslöst-
Die Forscherin Constance Penley beschrieb die Szene damals als reine Amateur-Szene, die hunderte von Geschichten produzierte, die in professionell aussehenden Fanzines produziert wurden. K/S-Bilder konnten auf Conventions für mehrere hundert Dollar handeln. Mitte der 1980er gab es etwa 500 sehr aktive Fans, die schrieben und produzierten und eine deutlich größere Zahl an Lesern und Käufern erreichten.
Mittlerweile existieren beispielsweise auch K/S-Musikvideos, in denen mit Musik unterlegte Enterprise-Szenen neu geschnitten sind, um die Beziehungen zwischen Kirk und Spock zu betonen, oder eigene Preise für die besten Geschichten wie die K/Stars.

## Inhalt
K/S unterscheidet sich von anderer Star-Trek-Fanfiction dadurch, dass sie nur wenig plotgetrieben ist und die gesamte Aufmerksamkeit auf die Beziehung der beiden Protagonisten lenkt. Sex oder ausführliche Beschreibungen kommen dabei in vielen, aber keineswegs in allen Geschichten vor. Um Pornographie im engeren Sinne handelt es sich nicht, da die sexuellen Handlungen immer Teil eines größeren Narrativs sind.
Zum etablierten und offiziellen Star-Trek-Kanon haben die K/S-Geschichten ein ambivalentes Verhältnis. Einerseits dient die fiktive Welt der Serie dazu, um eingeführte Charaktere und einen eingeführten Hintergrund zu haben, den eine KS-Geschichte nicht mehr erklären muss. Andererseits situiert der Hintergrund die Personen in bestimmten Situationen, die entweder die Freiheit der Autoren beschränken oder erst umgangen werden müssen.
Eine beliebte Technik, um Kirk und Spock aus dem engen Rahmen der Serie zu lösen, ist der "Urlaubs-Topos", bei dem beide im Urlaub weitab von Raumschiff Enterprise geschildert werden. Verbreitet, insbesondere bei Neulingen, sind Verletzungsgeschichten, bei denen sich einer der beiden Charaktere verletzt, und vom anderen umsorgt wird. Während diese Art der Geschichten in der gesamten Slash-Fiction verbreitet ist, sind Ponn-Farr-Geschichten eine K/S-Spezialität. Ponn Farr ist im Star-Trek-Universum eine periodische auftretende sexuelle Erregung bei Vulkaniern. Auch K/S-spezifisch ist mind meld, eine Technik im Star-Trek-Universum, die es zwei Charakteren ermöglicht, ihr Bewusstsein zu verschmelzen.
Ungewöhnlich ist K/S auch dadurch, dass es explizit homosexuelle Elemente in Star Trek einführt. Obwohl die Serie in einer utopischen Zukunft spielt, in der alle Menschen der Erde miteinander versöhnt sind, und Menschen aller Hautfarben und Herkunft friedlich miteinander umgehen, gab es bis Star Trek: Deep Space Nine keinen homosexuellen Charakter in der Serie. Falzone interpretiert K/S so, dass die Fans zum Teil ihr Bedürfnis nach einer homosexuellen Komponente in Star Trek ausleben, oder zum anderen sich einen Bereich relativer Freiheit suchen, der noch nicht durch den offiziellen Kanon und seine Spin-offs kolonisiert wurde. K/S ist soweit entfernt von dem, was offiziell und kommerziell möglich ist, dass keine Gefahr besteht durch offizielle Spin-off-Serien, Merchandise, Nebenprodukte, bedroht zu werden.

## Autoren
Wie generell in der Slash Fiction handelt es sich bei der Mehrzahl der Autoren um heterosexuelle Frauen, Fälle in denen Männer Slash Fiction verfassen, sind ausgesprochen selten, in den meisten Fanzines oder Foren taucht nur alle paar Jahre einmal ein Mann auf, und wird dementsprechend ausführlich begrüßt.
Erklärungen warum ausgerechnet heterosexuelle Frauen homosexuelle Geschichten schreiben, reichen von der doppelten Attraktivität, die zwei Männer ausüben, über die Wichtigkeit der Beziehung und die Unwichtigkeit der Sexualität, bis hin zum begrenzten Figurenrepertoire in Star Trek, dass eine homosexuelle Beziehung unausweichlich mache. Die letzte Erklärung allerdings ist außer Mode geraten, seitdem es in späteren Star-Trek-Inkarnationen auch weibliche Hauptrollen gibt, K/S aber die mit Abstand beliebteste Fan-Fiction-Paarung bleibt. Komplexere Psychoanalytische Erklärungen sind auch vorhanden, aber meist auf eine einzige Forscherin beschränkt.

## Reaktionen
Kirk und Spock haben bereits in der Fernsehserie ein enges Verhältnis zueinander. Serienschöpfer Gene Roddenberry beschrieb sie als meine beiden Hälften, die sich gegenseitig ergänzen.
Das Verhältnis der Star-Trek-Rechteinhaber zur K/S-Szene hat sich über die Jahre geändert. Gene Roddenberry schrieb 1979 eine Klarstellung von Kirk in der dieser auf seiner alleinigen Attraktion zu Frauen besteht. 1984 beschrieb sie der Star-Trek-Drehbuchautor und Autor eines Buchs über Star-Trek als Ärgernis, das man ertragen muss. Er kann die K/S-Ladies nicht ignorieren und ärgert sich, dass auch eine eindeutige Roddenberry-Aussage zur Freundschaft sie nicht an ihrem Tun hindere, und sie schon zahlreiche Jugendliche davon abgehalten hätten, Star-Trek-Conventions zu besuchen oder offizielles Star-Trek-Material zu kaufen. Später äußerte sich Roddenberry weitaus konzilianter und attestiert der Kirk/Spock-Beziehung in der Serie Obertöne der Liebe. Tiefer Liebe. Wobei sie aber nie körperliche Handlungen andeuteten, allerdings alle den Eindruck hatten, dass das Gefühl dafür ausreichend wäre. Die Star-Trek-Rechteinhaber Paramount akzeptieren die Existenz der Szene, unterstützen sie aber nicht.
Auch bei anderen Fans der Serie stieß und stößt K/S auch viele Widerstände. In den 1980ern wurden die Autorinnen oft als FUBS (Fat, Ugly Bitches) bezeichnet. Viele Fans werfen den K/S-Autorinnen vor, sich zu viele Freiheiten mit den Charakteren zu nehmen und den "wahren Gehalt" von Star Trek zu verraten.